# ميل مي-30
ميل مي-30 هي مشروع مروحية نقل ركاب قابلة التحويل بدأ في 1972م وكانت تُدعى فنتوبلان (بالإنجليزية:vintoplan). بُنيت لاستبدال مروحتي ميل مي-8 وميل مي-17 وحمل 19 راكب طنين من الحمولة. كان من المتوقع أنها ستستخدم محركي تربو عمودي تي.في3-117 وأربع مراوح على كل جناح.

## وصلات خارجية
- ميل مي-30 في www.aviastar.org